# Dorota Lubomirska
Dorota Lubomirska (ur. 1807, zm. 11 lipca 1832) – polska arystokratka.
Urodziła się w pałacu w Przeworsku jako najstarsze dziecko Henryka Lubomirskiego, współtwórcy Zakładu Narodowego im. Ossolińskich i Teresy Czartoryskiej.
Zmarła podczas pobytu w Rzymie. Jej ciało przewieziono do Przeworska i pochowano w podziemiach kaplicy Bożego Grobu przy bazylice kolegiackiej. Upamiętnia ją tablica umieszczona w kościele "polskim" pw. Świętego Stanisława w Rzymie.